# Orlen KolTrans

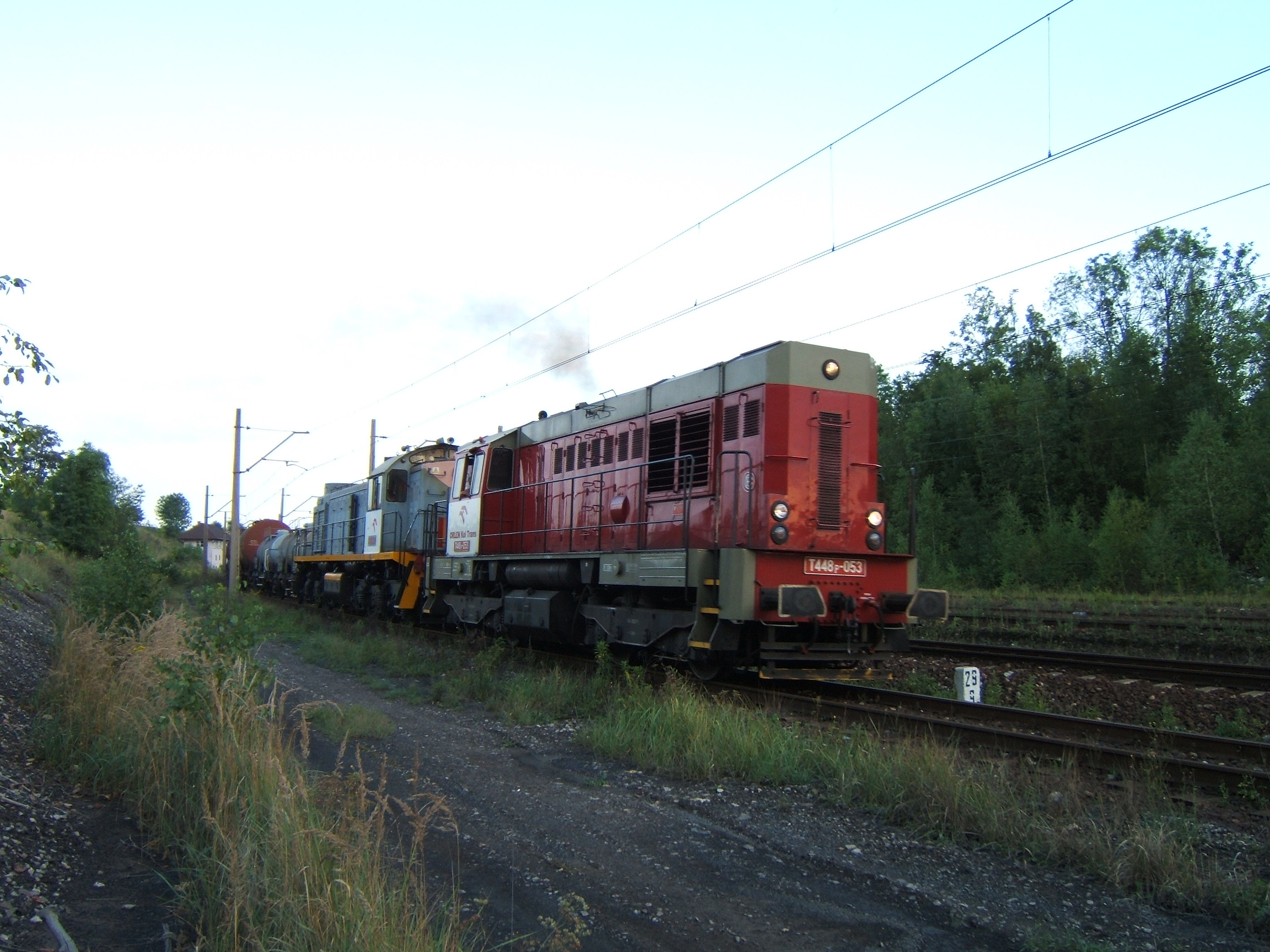
Vlak společnosti Orlen KolTrans

Orlen KolTrans SA (VKM: ORKOL), dříve Orlen KolTrans Sp. z o.o. (ke změně právní formy ze společnosti s ručením omezeným na akciovou společnost došlo v roce 2019) byl železniční dopravce, provozující nákladní železniční dopravu v Polsku. Firma byla součástí rafinérského holdingu PKN Orlen, pro který vykonávala většinu své činnosti. Stejně jako mateřská firmy sídlil i Orlen KolTrans v Płocku.

## Historie
Společnost zahájila svou činnost v roce 2001 vyčleněním té části mateřského koncernu PKN Orlen, která se zabývala železniční dopravou a s tím spojenými činnostmi. Pro mateřskou společnost začala zajišťovat především dopravu ropných produktů z rafinerie v Płocku do skladů pohonných hmot po celém Polsku. 1. června 2017 byla do firmy Orlen KolTrans začleněna společnost Euronaft Trzebinia, která tím zanikla. Společnost zanikla v roce 2023 začleněním do firmy Lotos Kolej. Formálně Orlen KolTrans zanikl 7. srpna 2023 vymazáním z obchodního rejstříku.

## Lokomotivy
Společnost provozovala čtyři typy motorových lokomotiv:
- lokomotivy řady SM42 polské výroby používané především pro posun
- lokomotivy řady T448p československé výroby používané pro posun i vozbu vlaků
- lokomotivy řady TEM2 sovětské výroby používané pro posun i vozbu vlaků
- výkonné lokomotivy řady M62 sovětské výroby používané pro vozbu vlaků

V březnu 2007 společnost získala první elektrickou lokomotivu. Jedná se o stroj označený 3E-100 (ex ET21-100 PKP), který pochází z průmyslového a železničního muzea v Jaworzyně Śląské.